# Часовня-усыпальница Ожешко
Часовня-усыпальница Ожешко — часовня в агрогородке Закозель Дрогичинского района Брестской области. Входит в состав усадебно-паркового комплекса Ожешко.

## История

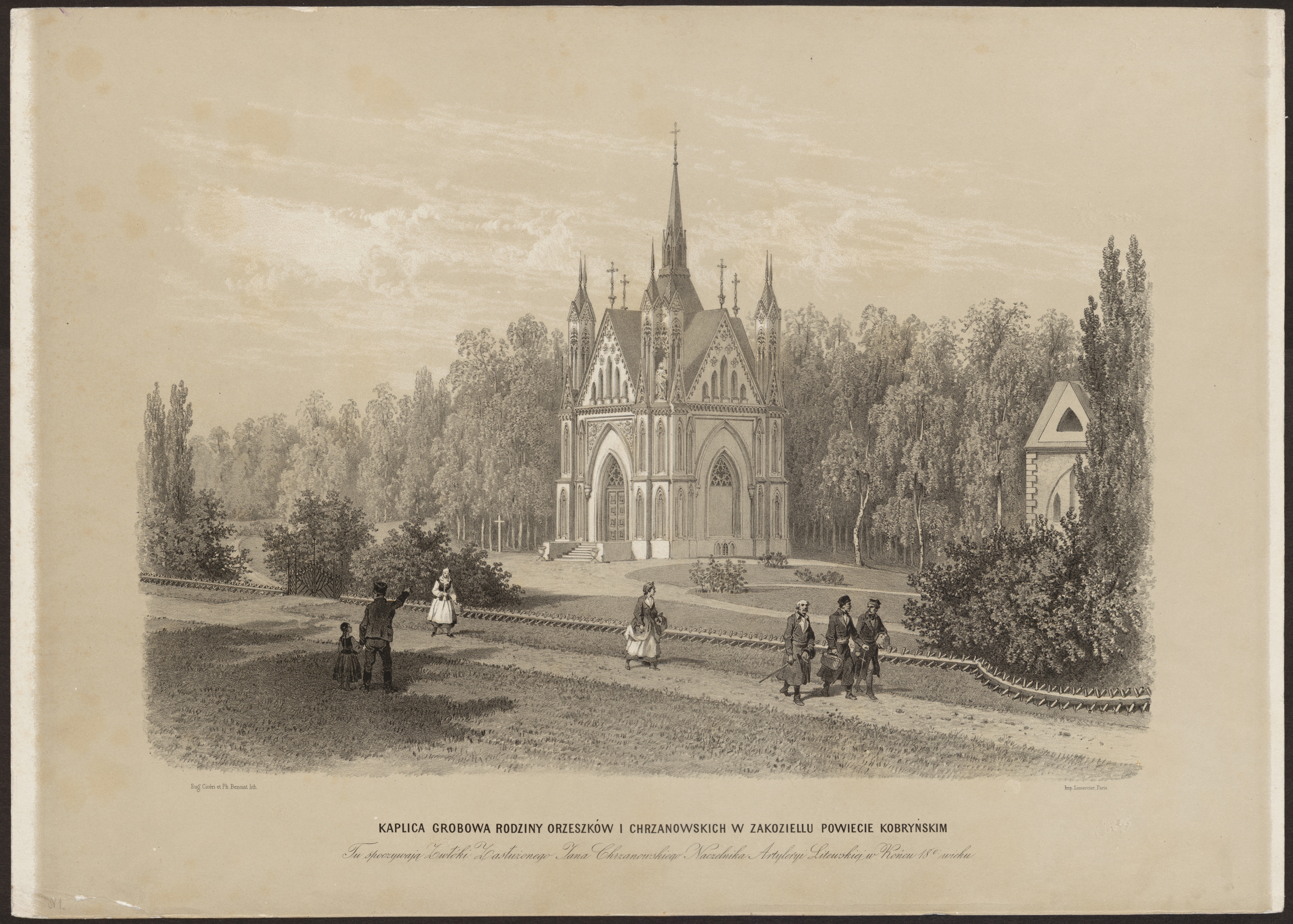
Часовня на рисунке Наполеона Орды. 1850 г.

Часовня построена в 1849 году по проекту польского архитектора Франциска Ящальд с согласия виленского епископа Анджея Клонгевича на окраине парка как фамильная усыпальница Ожешко и следующих владельцев усадьбы: Бобринских, Талочков.
Согласно местной легенде, после подавления восстания 1863—1864 годов в высоком шпиле часовни, где находилась небольшая кладовая, укрылся предводитель Кобринского повстанческого отряда Ромуальд Траугутт. Это убежище ему предложила Элиза Ожешко, которая помогла перевезти Ромуальда в Польшу после того, как поиски постепенно утихли. Стоит отметить, что мужа Элизы — Петра за участие в восстании сослали в Пермскую губернию за участие в восстании, а находившееся поблизости имение Людвинов было конфисковано.
Часовня упразднено в 1865 году из-за того, что «существование часовни имеет плохое влияние на многочисленных слуг Закозеля, а обособленность поместья затрудняет надзор за польской пропагандой». Однако с разрешения Главного начальника края Михаила Мураева она была передана помещику Каликсту Ожешко для превращения в «надгробный памятник» с пояснением: «поскольку часовня эта не была приходской и являлась собственностью владельцев поместья, то собственность и здание нужно вернуть Ожешкам, однако, чтобы часовня была переделана в усыпальницу с уничтожением на ней церковных куполов и чтобы в здании не осталось алтаря и никаких устройств для богослужения»
В 1867 году предпринимались усилия перестроить храм в православную церковь по проекту архитектора Чекмасова, против чего выступила окружающую дворянства.
В 1915 году во время Первой мировой войны медное покрытие крыши было снято. Новую цинковую крышу было уложено помещикам Кароль Талочка, купивший имение в 1923 году.

### Текущее состояние и раскопки

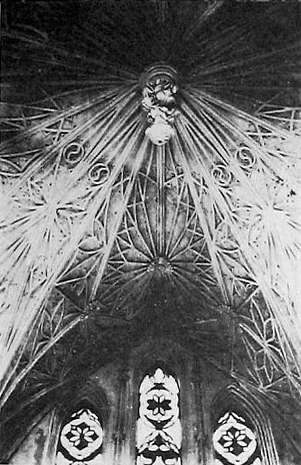
Нервюры свода, 1937 год.

На данный момент часовня постепенно разрушается из-за нехватки финансирования на её восстановление или, по крайней мере, консервацию. Наружная и внутренняя штукатурка почти полностью обвалилась, цветные витражи не сохранились, перекрытия и крыша в аварийном состоянии. Местными властями предпринимаются попытки следить за территорией бывшего парка, сама часовня огорожена забором, входы закрыты решеткой. Но полное отсутствие финансирования не позволяет остановить стремительный процесс разрушения сооружений.
В 2008 году в часовне и возле неё проводились археологические раскопки, в результате которых были найдены останки представителей рода Ожешко, фрагменты слуцкого пояса, человеческие кости, бронзовые остатки гробов, одежды умерших. Археологические находки вызвали определённый интерес к состоянию памятника, была подготовлена проектно-сметная документация на реставрацию часовни . В ноябре 2019 года на объекте были начаты противоаварийные работы, чтобы не допустить дальнейшего разрушения достопримечательности. Тогда из средств областного субботника было выделено Br50 тыс. Реставраторы очистили крышу от обломков, снизили нагрузку на свод и прикрыли его от осадков. Поступили 200 тыс. Br из районного бюджета и 348,5 тыс. Br из Фонда Президента по поддержке культуры и искусства. Определили за эти деньги восстановить свод крыши и крыша, фронтон и боковые башенки. В 2020 на часовню-усыпальницу установили шестиметровый шпиль.

## Архитектура

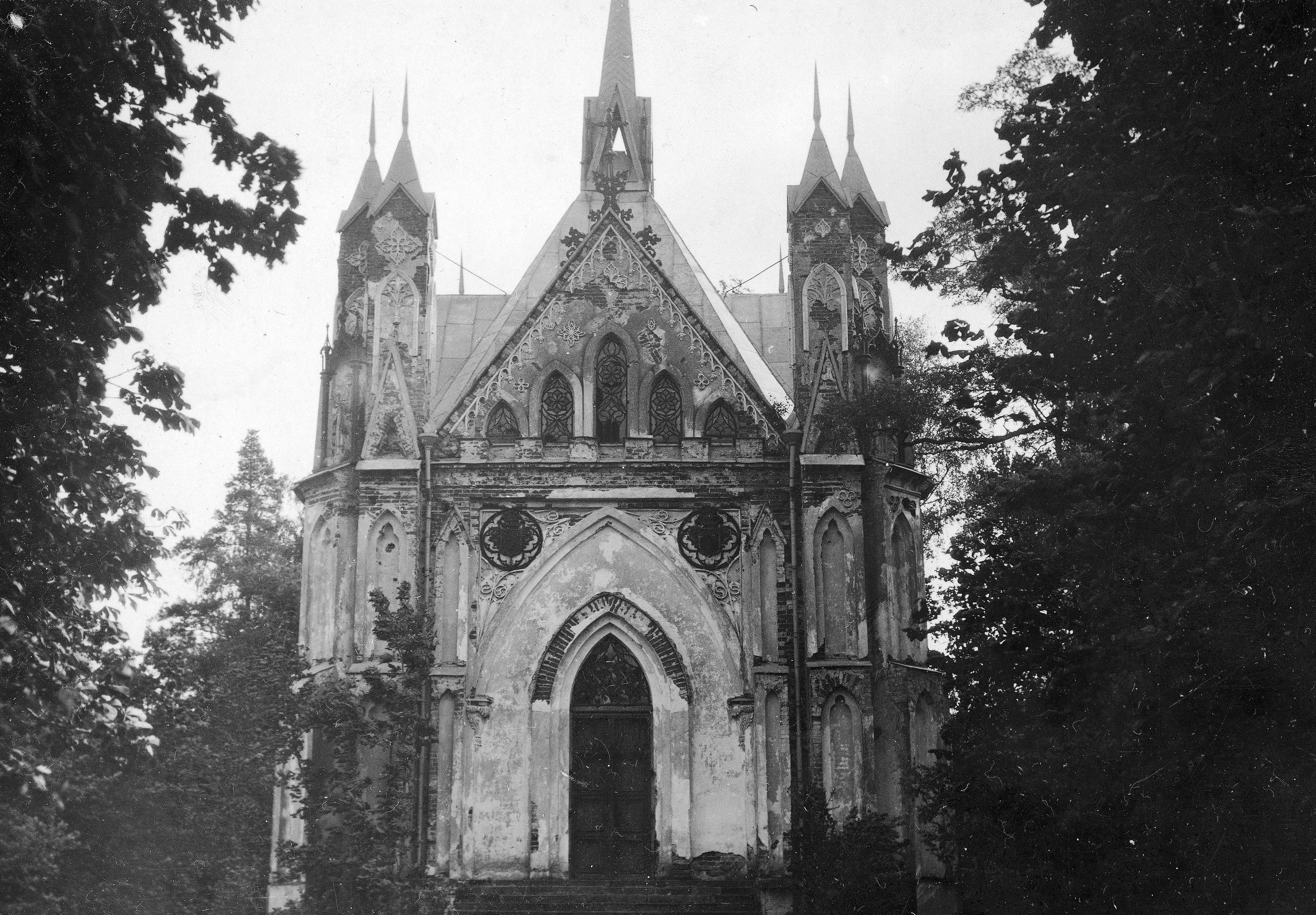
Часовня в 1936 году.

Памятник архитектуры ретроспективно-готического стиля. Центральное квадратное сооружение покрыто остроугольными двускатными крышами, пересечение которых отмечено высоким четырёхгранным шатром с граненым шпилем и готическим крестом в завершении. Пестрота силуэта и вертикальную направленность пространственной композиции придают угловые двойные пинакли, между которыми в готических порталах (чугунное художественное литье) размещены скульптуры евангелистов.
Фасады богато испещрены контрфорсами, сгруппированными по углам, ярусными стреловидными и трехлепестковыми нишами. Арочный входной портал украшен сверху круглыми гербами Ожешко (художественное чугунное литье). Красочное богатство здания создавалось качественной «открытой» кирпичной кладкой, медной кровлей, побеленными декоративными элементами.
Зал перекрыт зеркальным сводом, насыщенным орнаментом из тонких лепных ребер. Скульптурные изображения евангелистов (не сохранились) располагались в угловых арочных нишах. Арочные окна и слуховые окна с переплетами геометрического рисунка, которые были заполнены цветными витражами. Под часовней находится склеп- усыпальница, куда сходы ведут в центре зала.